# Invicto (álbum)
Invicto es el quinto álbum de estudio del cantante puertorriqueño Tito El Bambino, para el cual contó con las colaboraciones de Marc Anthony, Wisin, Yandel, Tercer Cielo y Tito Nieves.

## Lista de canciones
| Invicto |                                                         |                                                        |          |  |
| N.º     | Título                                                  | Escritor(es)                                           | Duración |  |
| 1.      | «Por Que Le Mientes» (con Marc Anthony)                 | Luis Berrios Nieves, Efraín Nevares                    | 3:33     |  |
| 2.      | «Me Fascinas»                                           | Nevares, Carlos E. Ortiz Rivera, Luis E. Ortiz Rivera  | 4:00     |  |
| 3.      | «Dime Si No Es Verdad»                                  | Nevares                                                | 2:52     |  |
| 4.      | «Tu Olor»                                               | Berrios, Nevares, C. Ortiz, L. Ortiz                   | 3:11     |  |
| 5.      | «Ahora No Sé»                                           | Berrios, Nevares                                       | 3:09     |  |
| 6.      | «Me Gustas» (con Yandel)                                | Berrios, Nevares, C. Ortiz, L. Ortiz, Llandel Veguilla | 3:20     |  |
| 7.      | «Alzo mi voz» (con Tercer Cielo)                        | Berrios, Nevares, Juan Carlos Rodríguez                | 3:41     |  |
| 8.      | «El No Te Lo Hace Como Yo»                              | Berrios, Nevares, C. Ortiz, L. Ortiz                   | 3:14     |  |
| 9.      | «Llegaste Tú»                                           | Berrios, Nevares, José A. Torres                       | 3:12     |  |
| 10.     | «Que Ellos Pretenden»                                   | Nevares                                                | 3:20     |  |
| 11.     | «Dame La Ola» (Salsa Version) (con Tito Nieves)         | Berrios, Nevares                                       | 4:12     |  |
| 12.     | «Dámelo»                                                | Berrios, Nevares, Mario Rivera                         | 2:29     |  |
| 13.     | «Dame La Ola»                                           | Berrios, Nevares                                       | 3:03     |  |
| 14.     | «Por Que Le Mientes» (Radio Version) (con Marc Anthony) | Berrios, Nevares                                       | 3:33     |  |

| Invicto: Remezclas |                       |                                                        |          |  |
| N.º                | Título                | Escritor(es)                                           | Duración |  |
| 15.                | «Tu Olor» (con Wisin) | Berrios, Nevares, C. Ortiz, L. Ortiz, Juan Luis Morera | 3:33     |  |

## Posicionamiento
| Listas (2012)                   | Posición |
| ------------------------------- | -------- |
| U.S. Billboard Top Latin Albums | 1        |
| U.S. Billboard Tropical Albums  | 1        |